# BK VEF Rīga
Der VEF  ist ein professioneller lettischer Basketballverein aus Riga. Der Name VEF wurde übernommen vom gleichnamigen Hersteller von Rundfunkgeräten VEF (Valsts Elektrotehniskā Fabrika = Staatliche Elektrotechnische Fabrik). Dieses Unternehmen hatte den Klub 1929 gegründet. Er ist der älteste Basketballverein in Lettland.

## Geschichte
Während der Zugehörigkeit zur Sowjetunion startete das Team in der sowjetischen Meisterschaft. VEF war die stärkste lettische Basketballmannschaft über mehrere Jahrzehnte. Die größten Erfolge in dieser Zeit waren drei Mal ein dritter Platz in der sowjetischen Meisterschaft 1960, 1961 und 1991. Nach dem Zerfall der Sowjetunion wurde der Klub 1992 aufgelöst.
Die Neugründung erfolgte 2007. Bereits 2009 gelang der Aufstieg in die erste Division der Baltic Basketball League. In der gleichen Saison erfolgte der Start in der europäischen EuroChallenge. Bereits ein Jahr später erfolgte der Start im ULEB Eurocup. In derselben Saison erreichte VEF zum ersten Mal das Finale der BBL, das jedoch gegen Zalgiris verloren wurde. 2011 wurde zum ersten Mal die lettische Meisterschaft gewonnen. VEF wiederholte diesen Erfolg 2012, 2013 und 2015.
Zurzeit spielt VEF neben der LKL und in der VTB.

## Erfolge
- Lettischer Meister: 2011, 2012, 2013, 2015